# París-Roubaix 1906
La París-Roubaix 1906 fou l'11a edició de la París-Roubaix. La cursa es disputà el 16 d'abril de 1906 i fou guanyada pel francès Henri Cornet, que s'imposà a l'esprint en la meta de Roubaix.

## Classificació final
|    | Ciclista              | Equip        | Temps      |
| -- | --------------------- | ------------ | ---------- |
| 1  | Henri Cornet          | -            | 9h 59' 20" |
| 2  | Marcel Cadolle        | Alcyon       | m. t.      |
| 3  | René Pottier          | -            |            |
| 4  | Louis Trousselier     | Peugeot      |            |
| 5  | César Garin           | La Francaise |            |
| 6  | Hippolyte Aucouturier | Alcyon       |            |
| 7  | Georges Passerieu     | Peugeot      |            |
| 8  | Marceau Narcy         | -            |            |
| 9  | Émile Georget         | -            |            |
| 10 | Sain                  | -            |            |